# Interfață
În tehnologia calculatoarelor termenul de interfață se referă la un punct (loc) de interacțiune a două unități, dispozitive componente etc. ale unui sistem, care este compatibil din punct de vedere hardware și software spre ambele părți ce comunică prin el uni- sau bidirecțional. Prin analogie, sensul de interfață poate fi uzual interpretat ca o față (suprafață) de margine, de graniță a unui element, care servește comunicației spre și/sau dinspre alte elemente. Interfața este o parte a unui sistem de operare care servește comunicării, facilitând aceasta.

## Descriere principială generală
Schimbul de informații și interacțiunea prin o interfață, între două unități de sistem, se realizează prin mărimi fizice (tensiune, curent electric) sau prin mărimi logice (date) care se pot prezenta sub formă de semnale analogice (continue) sau semnale digitale (discontinue, discrete). Nu sunt considerate ca interfețe elementele de trecere, de comunicație mecanică ce servesc semnalizării sau comenzilor în tehnologia mecanică a diverselor mașini.

## Domenii de aplicație
- Interfețe de date (transmitere de date de informației);
- Interfețe de rețea;
- Interfețe de hardware;
- Interfețe software sunt interfețe de programare, reprezentate prin părți de program prin care un sistem software se pune la dispoziția unor alte programe ce optează spre o utilizare a sistemului;
- Interfețe tehnologice pentru mașini și instalații industriale;
- Interfețe de utilizator (care facilitează comunicarea om - mașină);

Buna funcționare a comunicației prin interfețe, necesită respectarea unui grup numeros de reguli impuse, care pot asigura nivelul de calitate cerut de aplicație.

## Exemple

### Fotografie

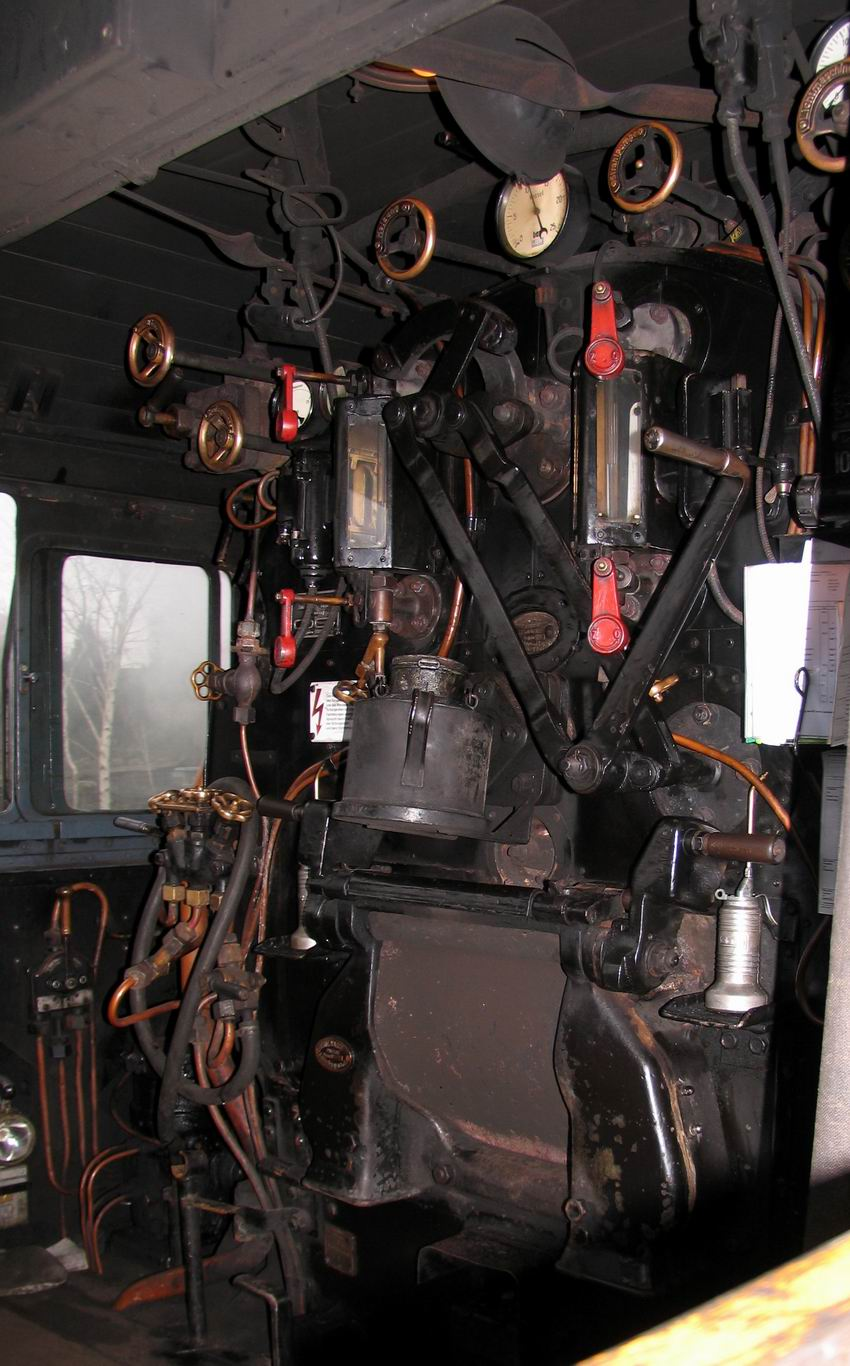
Historic HHI in the driver's cabin of a steam locomotive
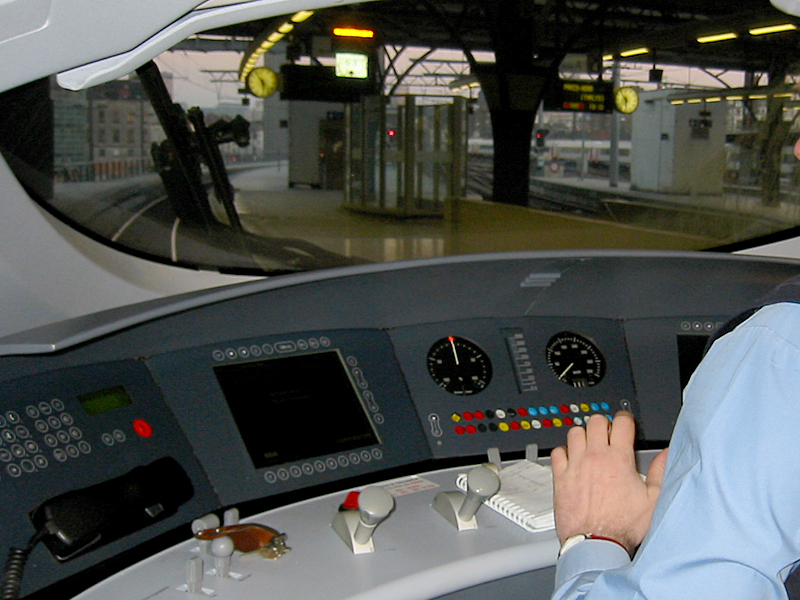
Modern HHI in the driver's cabin of an Intercity-Express
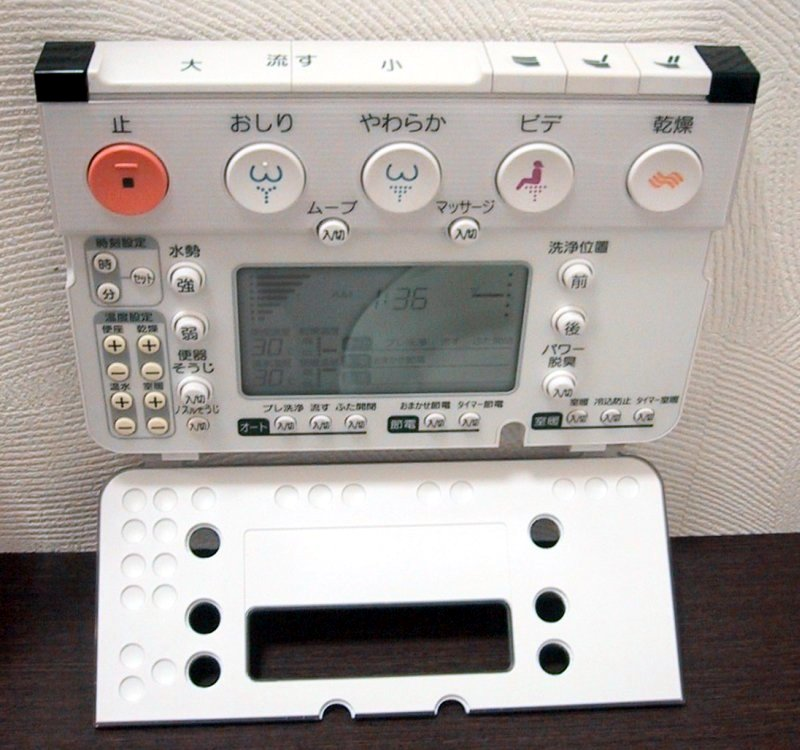
The HHI of a toilette (in Japan)
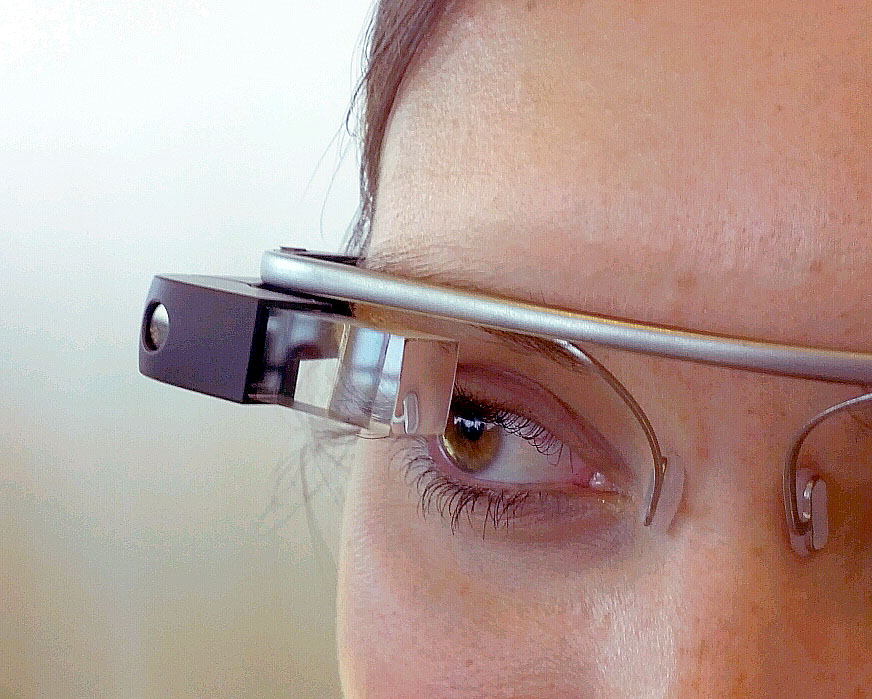
Voice user interface of a wearable computer (here: Google Glass)
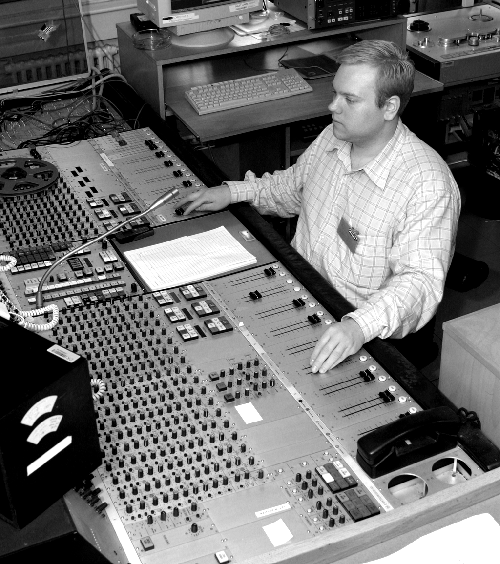
HHI for audio mixing
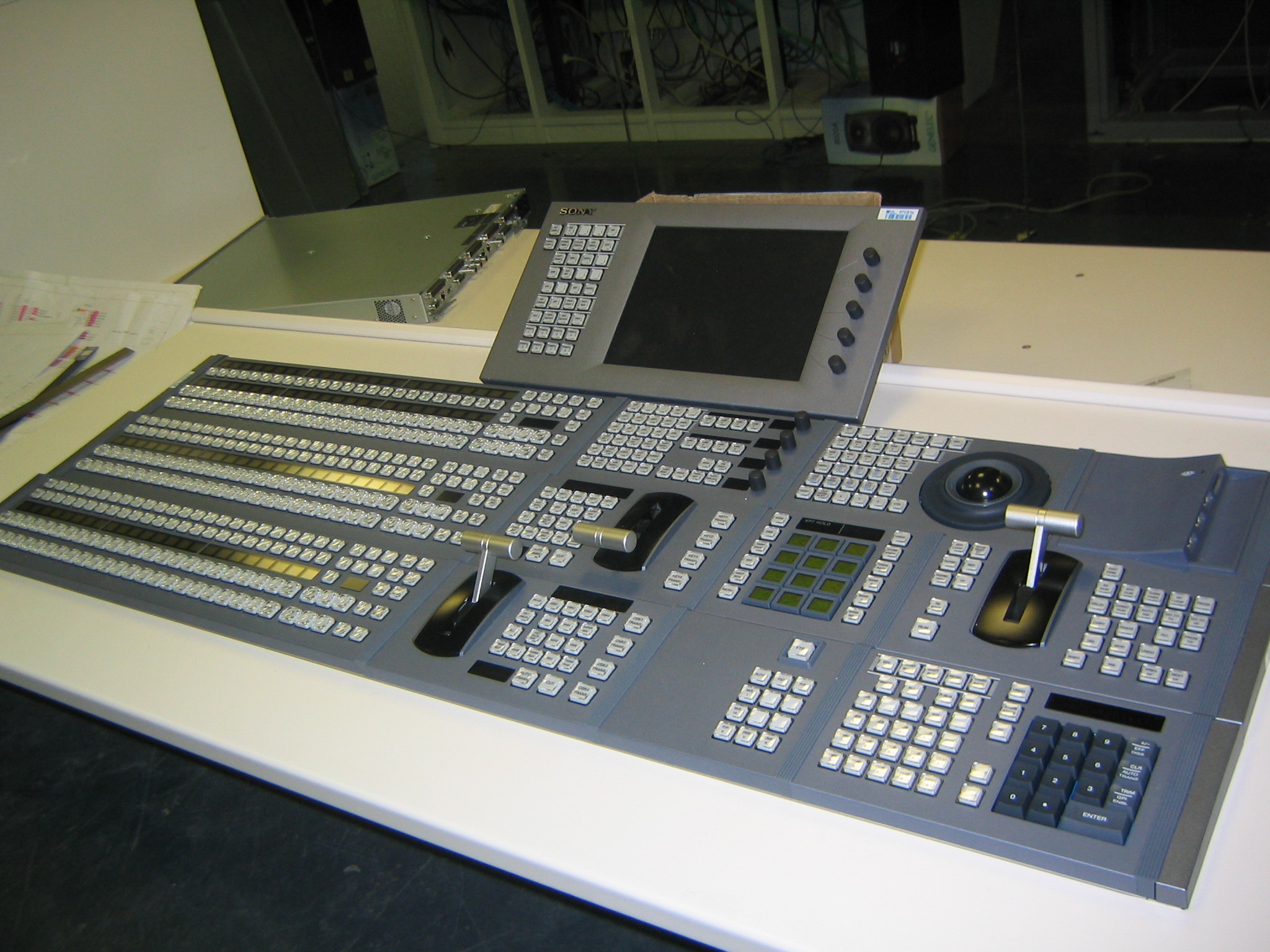
HHI for video production
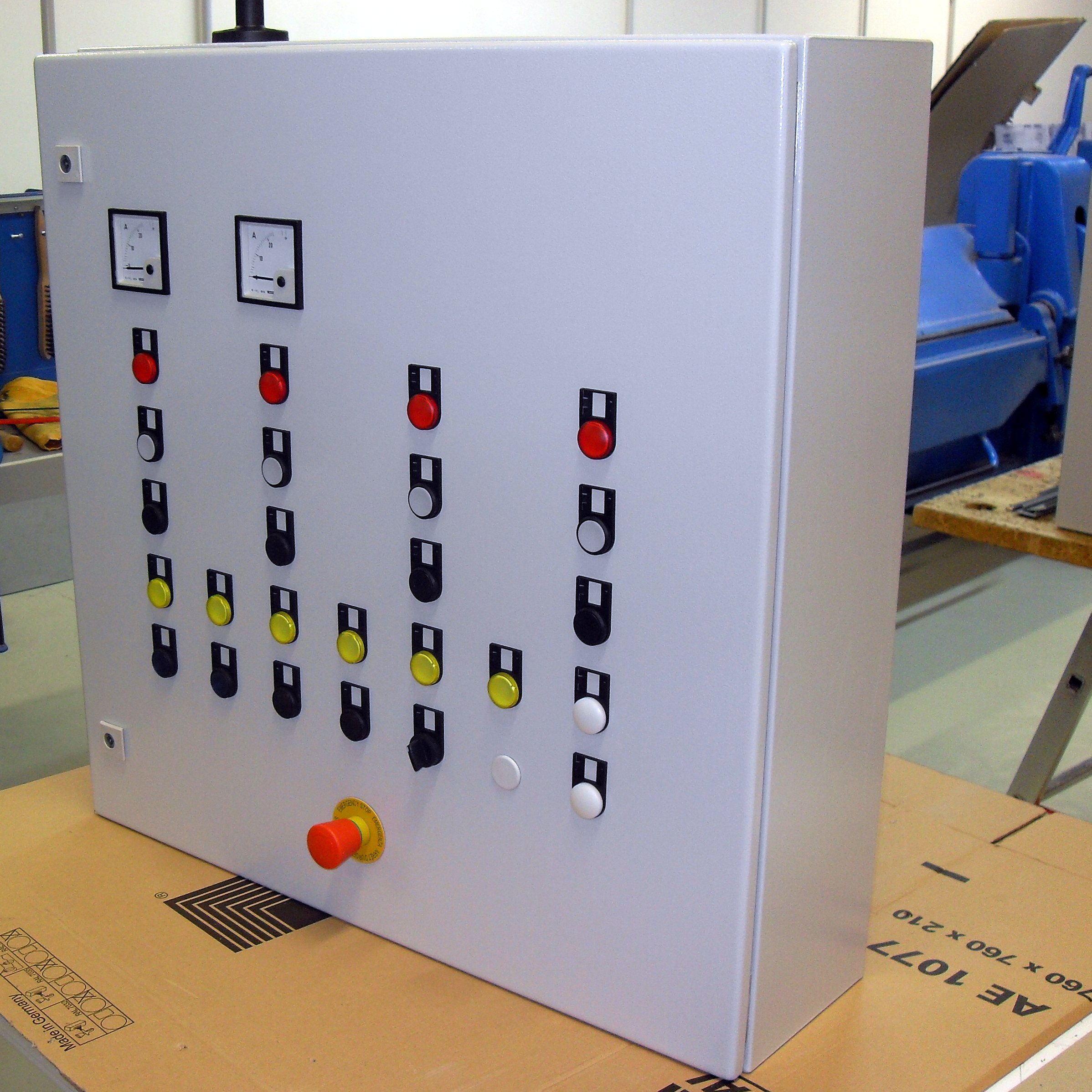
HMI of a machine for the sugar industry with pushbuttons
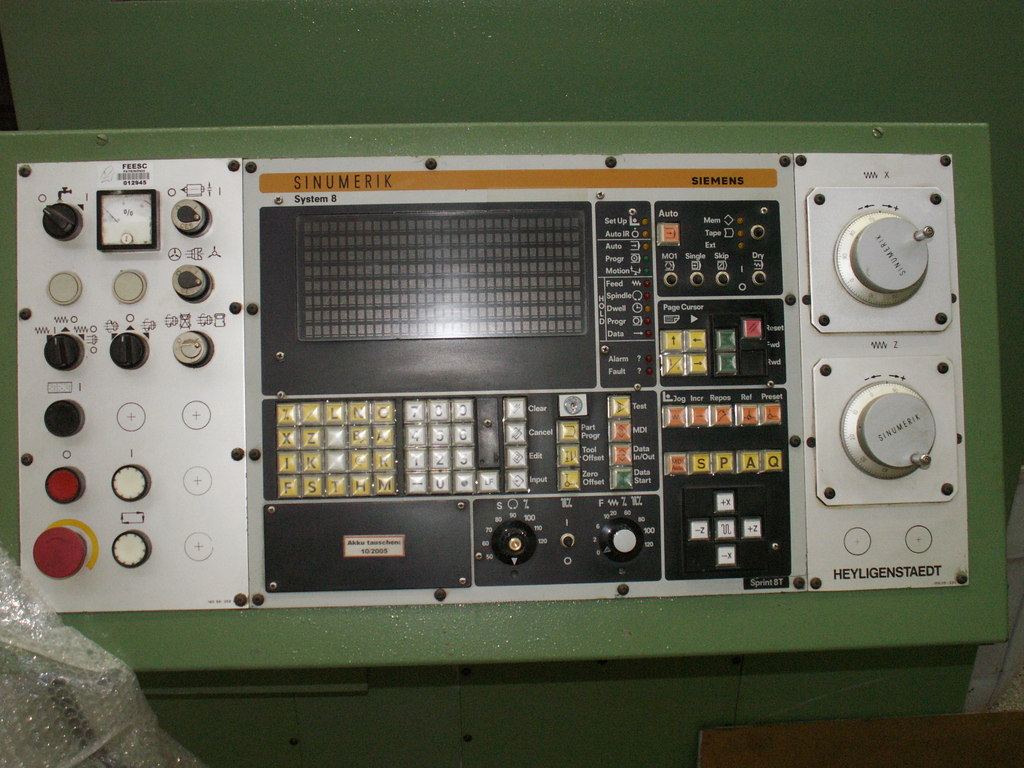
HMI for a Computer numerical control (CNC)
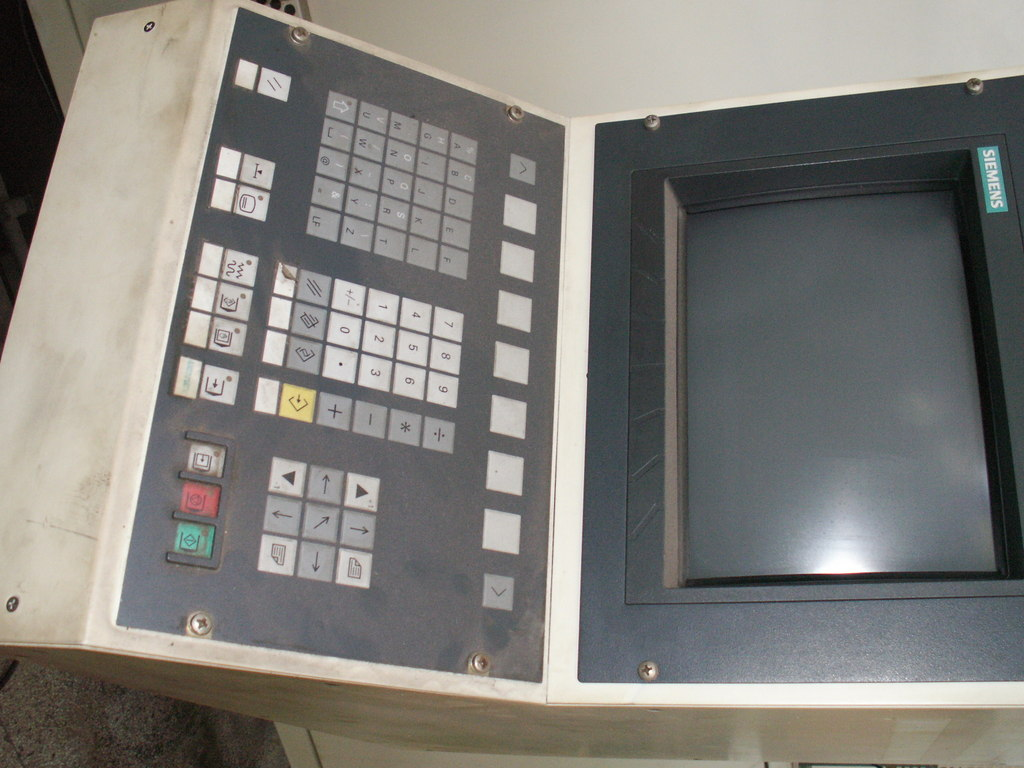
slightly newer HMI for a CNC-machine
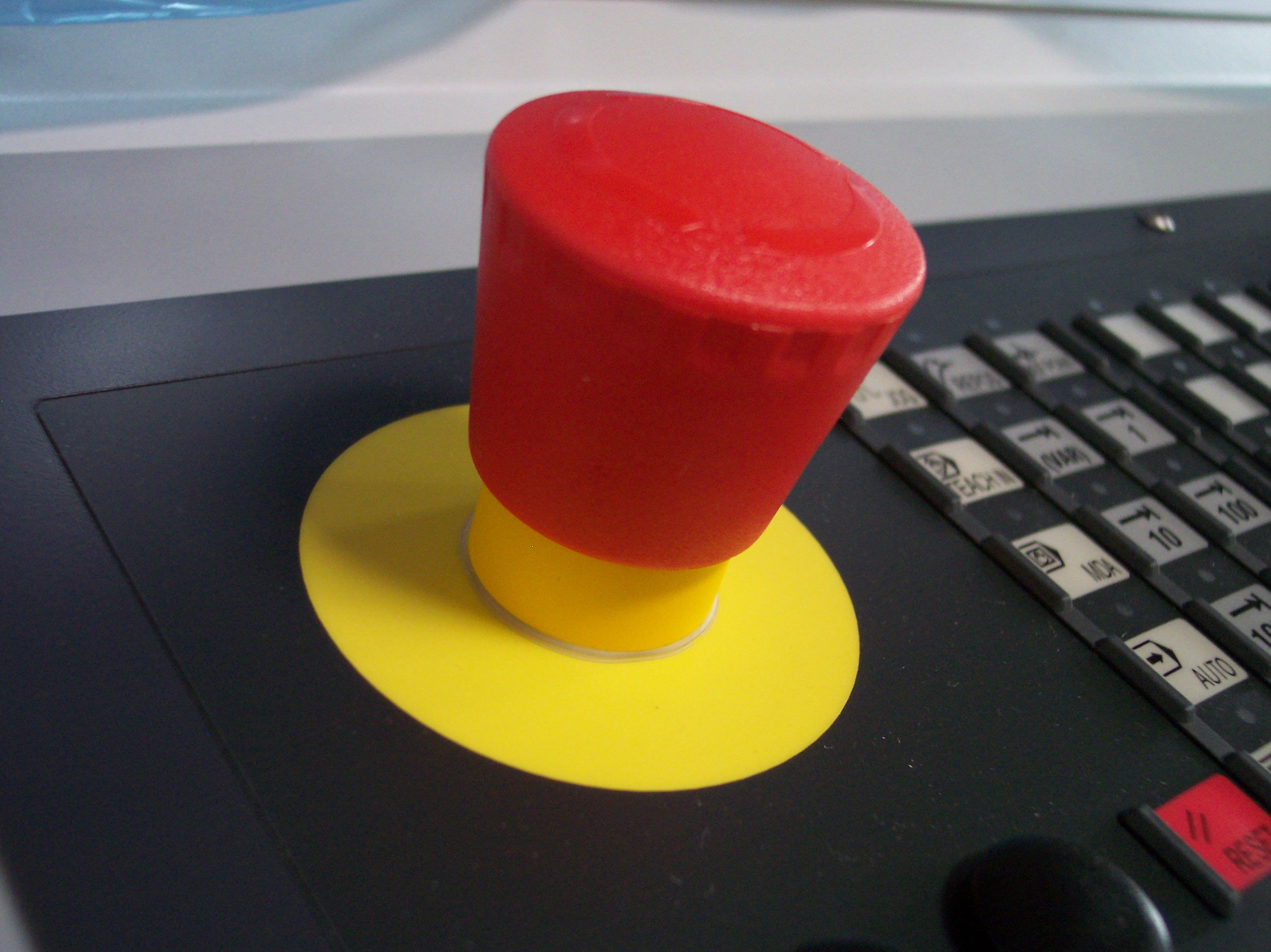
emergency switch/panic switch

### Scheme

### Interfață utilizator-software
- Interfață grafică
- Interacțiune om-calculator